# Miroslav Čermelj
Miroslav Čermelj (en serbi: Mиpocлaв Чepмeљ; nascut el 27 de desembre de 1972 a Belgrad) és un exfutbolista serbi.
Va començar a destacar a l'Obilic i al Partizan de Belgrad, amb qui guanya la Lliga de 1994. i 1996. Posteriorment milita a les competicions mexicana, espanyola i xinesa.